# Karl-Heinz Wolf (Gastronom)

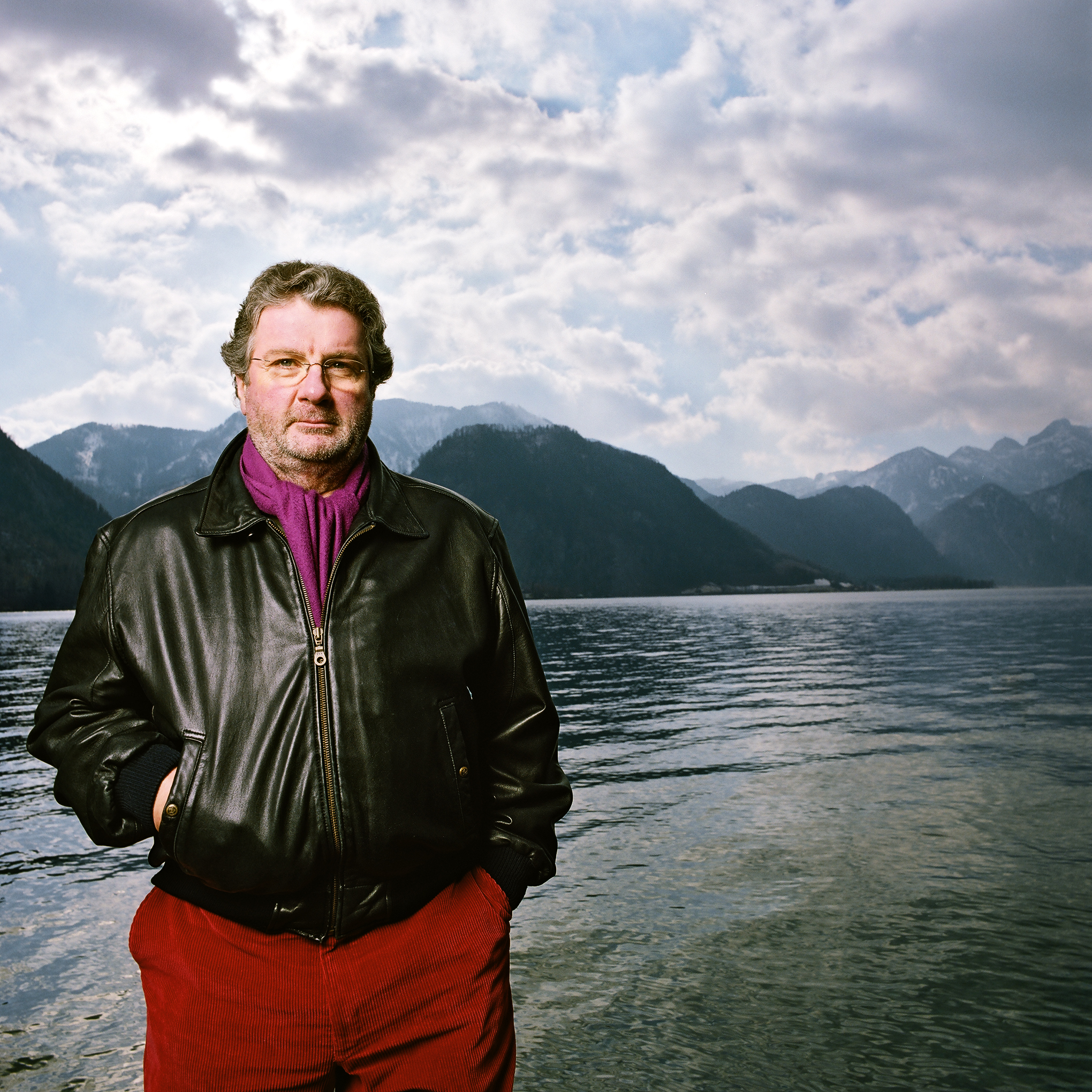
Karl-Heinz Wolf, fotografiert 2009 für eine Geschichte in Vanity-Fair. Fotograf: Manfred Klimek – Conde-Nast München

Karl-Heinz „Carlo“ Wolf (* 8. Oktober 1949 in Bad Honnef; † 21. April 2017 in Salzburg) war ein deutscher Unternehmer und Gastronom.

## Leben
Wolf war der Sohn eines Hoteliers. Nach Abschluss der Hotelfachschule in Bad Reichenhall kochte Wolf in Zürich, London und im Negresco in Nizza.
Von 1975 bis 1980 war Carlo Wolf Besitzer des Bonner Nobelrestaurants Chez Loup (fr. Bei Wolf), das unter Rainer-Maria Halbedel mit einem Michelinstern ausgezeichnet wurde. Da er mit dem Nachschub kulinarischer Produkte unzufrieden war, gründete Wolf 1978 den Lieferservice Rungis Express.
1980 gründete er die Weinhandelsfirma Wein Wolf, 1986 verkaufte er seinen Anteil an Rungis Express. 1988 gründete er die Weinhandelsfirma Pommery Deutschland, 1990 Grand Cru Select und 1992 WeinArt Deutschland.
Mitte der 1990er Jahre zog er nach Österreich und gründete den Öko-Hof LandArt. 1998 eröffnete er das Restaurant Tanglberg im nahen Vorchdorf, das mit 18 Punkten von Gault Millau ausgezeichnet wurde. 2000 gründete Wolf WeinArt und wandte sich im burgenländischen Halbturn dem Weinbau zu. Er war im Schloss Halbturn für die Umstrukturierung des Weingutes zuständig und entwickelte bis 2005 den qualitativen Aufstieg in die Topliga der heimischen Weinproduzenten.
Er lebte zuletzt in Steinbach am Attersee. Wolf war verheiratet und hatte vier Kinder. Er starb nach schwerer Krankheit.